# 9532 Abramenko
9532 Abramenko (1981 RQ2) là một tiểu hành tinh vành đai chính được phát hiện ngày 7 tháng 9 năm 1981 bởi Karachkina, L. G. ở Nauchnyj.